# Akito Fukuta
Akito Fukuta (福田 晃斗?, Fukuta Akito; Mie, 1º maggio 1992) è un calciatore giapponese, centrocampista svincolato.

## Caratteristiche tecniche
Principalmente impiegato come centrocampista centrale, può essere schierato in campo in una posizione più arretrata, al ruolo di mediano.

## Statistiche

### Presenze e reti nei club
Statistiche aggiornate al 6 luglio 2024.
| Stagione               | Club                   | Campionato             | Campionato | Campionato | Coppe nazionali | Coppe nazionali | Coppe nazionali | Coppe continentali | Coppe continentali | Coppe continentali | Altre coppe | Altre coppe | Altre coppe | Totale | Totale |
| Stagione               | Club                   | Comp                   | Pres       | Reti       | Comp            | Pres            | Reti            | Comp               | Pres               | Reti               | Comp        | Pres        | Reti        | Pres   | Reti   |
| ---------------------- | ---------------------- | ---------------------- | ---------- | ---------- | --------------- | --------------- | --------------- | ------------------ | ------------------ | ------------------ | ----------- | ----------- | ----------- | ------ | ------ |
| 2013                   | Sagan Tosu             | J1                     | 2          | 0          | CG+CdL          | 0               | 0               | -                  | -                  | -                  | -           | -           | -           | 2      | 0      |
| 2014                   | Sagan Tosu             | J1                     | 2          | 0          | CG+CdL          | 0+2             | 0               | -                  | -                  | -                  | -           | -           | -           | 4      | 0      |
| 2015                   | Sagan Tosu             | J1                     | 3          | 0          | CG+CdL          | 1+1             | 0               | -                  | -                  | -                  | -           | -           | -           | 5      | 0      |
| 2016                   | Sagan Tosu             | J1                     | 22         | 0          | CG+CdL          | 3+4             | 0               | -                  | -                  | -                  | -           | -           | -           | 29     | 0      |
| 2017                   | Sagan Tosu             | J1                     | 29         | 4          | CG+CdL          | 2+4             | 0               | -                  | -                  | -                  | -           | -           | -           | 35     | 4      |
| 2018                   | Sagan Tosu             | J1                     | 31         | 0          | CG+CdL          | 4+1             | 0               | -                  | -                  | -                  | -           | -           | -           | 36     | 0      |
| 2019                   | Sagan Tosu             | J1                     | 24         | 0          | CG+CdL          | 3+1             | 0               | -                  | -                  | -                  | -           | -           | -           | 28     | 0      |
| gen.-ago. 2020         | Shonan Bellmare        | J1                     | 5          | 0          | CdL             | 2               | 0               | -                  | -                  | -                  | -           | -           | -           | 7      | 0      |
| ago.-dic. 2020         | Albirex Niigata        | J2                     | 19         | 0          | -               | -               | -               | -                  | -                  | -                  | -           | -           | -           | 19     | 0      |
| 2021                   | Albirex Niigata        | J2                     | 21         | 1          | CG              | 1               | 0               | -                  | -                  | -                  | -           | -           | -           | 22     | 1      |
| Totale Albirex Niigata | Totale Albirex Niigata | Totale Albirex Niigata | 40         | 1          |                 | 1               | 0               |                    | -                  | -                  |             | -           | -           | 41     | 1      |
| 2022                   | Sagan Tosu             | J1                     | 33         | 2          | CG+CdL          | 1+2             | 0+1             | -                  | -                  | -                  | -           | -           | -           | 36     | 3      |
| 2023                   | Sagan Tosu             | J1                     | 21         | 0          | CG+CdL          | 1+2             | 1+0             | -                  | -                  | -                  | -           | -           | -           | 24     | 1      |
| 2024                   | Sagan Tosu             | J1                     | 14         | 2          | CG+CdL          | 0+1             | 0               | -                  | -                  | -                  | -           | -           | -           | 15     | 2      |
| Totale Sagan Tosu      | Totale Sagan Tosu      | Totale Sagan Tosu      | 181        | 8          |                 | 33              | 2               |                    | -                  | -                  |             | -           | -           | 214    | 10     |
| Totale carriera        | Totale carriera        | Totale carriera        | 226        | 9          |                 | 36              | 2               |                    | -                  | -                  |             | -           | -           | 262    | 11     |